# 雲達不萊梅體育會
雲達不萊梅體育會（德語：Sportverein Werder Bremen）是一家位於德國不萊梅的體育會，包含足球、手球、田徑、乒乓球、體操和国际象棋等部門。俱樂部成立於1899年，現在大約擁有36500名會員。雲達不萊梅最知名的部門是它的職業足球隊，現在為德國足球甲級聯賽中的一支參賽球隊。
德國足球甲級聯賽於1963年成立之初，雲達不萊梅就是創始成員之一。它曾經四度奪得德國足球冠軍、六度奪得德國足協盃冠軍，並曾經於1992年奪得。
俱樂部的主色調為綠色和白色，主要的對手是另一支德甲聯賽球隊漢堡體育俱樂部。因兩隊同位於德國西北部，所以它們之間的對戰又被稱為北方德比。而俱樂部名稱中的，在德語中是一個罕用字，爲「沙洲」之意。此詞的香港音譯爲「雲達」，台灣則多音譯為「文達」。球隊現今的主場威悉体育场就建在威悉河邊的彼得沙洲（Peterswerder）上。
2020-2021賽季最後10輪比賽只得1分完全不勝，最後一輪2:4敗給普鲁士门兴格拉德巴赫，加上保級對手科隆、阿米尼亚比勒费尔德雙雙贏球，迎來隊史第二次降級。但在2021-2022德乙賽季亞軍重新升上德甲。

## 歷史

### 早期歷史
俱樂部於1899年2月4日，由16位職業學校學生成立，當時稱作「雲達不萊梅足球俱乐部」（FV Werder Bremen）。俱樂部早期便在足球競技方面取得了成功。贏得了若干地區性的冠軍，他們是最早對觀衆收費的俱樂部，並在球場周圍設置了圍欄。隨著第一次世界大戰後的穩步成長，俱樂部吸納了其它的體育項目，並於1920年將原先的名稱「雲達不萊梅足球俱樂部」變更爲今名：「云达不来梅体育俱乐部」，但足球仍爲其最主要的組成部分。在1922年，他們成爲德國首家雇用職業教練的足球俱樂部。在1930和1940年代，雲達不來梅一直是德國當時的最高級別聯賽——高級聯賽和大區聯賽中的強隊。

### 1947–1963，戰後的高級聯賽
和德國的其他組織一樣，俱樂部在第二次世界大戰之後也被解散，原先俱樂部的成員在1945年底成立了“雲達體操和體育俱樂部1945”，不久改名爲“綠白體育俱樂部1899”。1946年初，他們使用回了原先的“雲達不萊梅體育俱樂部”的名稱。當時的德國不允許職業運動員參賽，足球運動員通常都會兼職爲當地的贊助商工作。由於雲達的很多球員在附近的Brinkmann菸草工廠工作，球隊被冠上了“德克薩斯11”（Texas 11）的綽號，這是該公司的一個菸草品牌的名稱。
在西德，各區的高級聯賽於1945年到1947年間，陸續恢復舉辦。雲達不萊梅在1947到1963年間屬於非官方的德國北方高級聯賽。在此聯賽中，參加的球隊爭奪德國北方冠軍，勝者可獲得最終爭奪德國足球冠軍的資格。在此期間，雲達不萊梅生存在漢堡體育俱樂部的陰影之下，後者獲得了16年中的15個德北冠軍。而雲達只能和地區性的對手，如不來梅體育俱樂部或是不萊梅哈芬等俱樂部爲伍。直到北方上級聯賽的最後五年，雲達不萊梅才成爲北方的第二，僅次於漢堡之後，並取得了參加新組建的德國足球聯邦聯賽（Fußball Bundesliga），即德國足球甲級聯賽的資格。高級聯賽時期，雲達不萊梅在競技方面的高峰是在1961年，於德國足協盃決賽中，以2:0戰勝了奪冠。

### 1963–1971，德甲中的起伏
1963年，雲達不萊梅成爲德國足球聯邦聯賽（德甲）的創始成員之一，並在1964–65賽季中奪得了首次德國足球冠軍。隨後的年份中也有一些不錯的表現，比如1968年獲得的亞軍。俱樂部在此期間穩步成長，但成功和失敗的賽季交替出現，使它不能保持爲一個頂尖俱樂部。

### 1971–1980，下坡路
1971–72賽季，雲達不萊梅得到了不來梅商界和不來梅市政府的支持，得到了“百萬富翁球隊”的稱呼，球衣換成了不來梅州的紅白色，並引入了當時最著名的一些球星，但並未取得成效。隨後，球隊逐漸緩慢下滑，淪落到德甲的中下游，並不時成爲降級的熱門。終於在1979–80賽季，球隊位列德甲倒數第二，降入乙級。

### 1980–1987，成爲頂級俱樂部

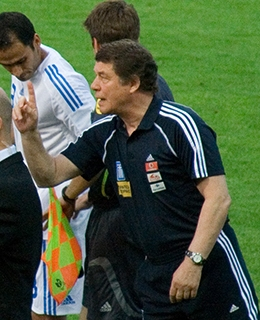
奧托·雷哈格爾

1980–81賽季，傳奇教練——綽號“國王”的奧托·雷哈格爾來到雲達不萊梅執教。第一個賽季便帶領球隊成功升回德甲。他和經理一起打造出一支有競爭力的球隊。整個1980年代和1990年代前期是雲達不萊梅的輝煌時代，成爲拜仁慕尼黑的主要對手。在1982到1987年间，雲達不萊梅致力於攻勢足球，連續保持在德甲積分榜前五位並獲得參加歐洲足協盃的資格。儘管這幾年沒能取得冠軍，但多次和冠軍擦肩而過，其中1982–83賽季和1985–86賽季只是由於淨勝球的差距屈居第二，尤其1986年倒數第二輪比賽對陣拜仁慕尼黑時，假如終場前未悲劇性地錯過一個點球機會就能提前奪冠了。

### 1987–1995，冠軍和輝煌
雲達不萊梅在確立了德甲頂級俱樂部的地位後，下一步就是向闊別多年的冠軍頭銜邁進。在雷哈格爾“控制型進攻”的指導思想下，球隊迎來了至今爲止最輝煌的一段歷史。在1988到1995年间，他們是德甲中僅次於拜仁慕尼黑的最成功的球隊：在1987–88賽季，球隊第二次成爲德甲冠軍。值得一提的是，雲達在這個賽季創下了全賽季僅失22球的德甲新紀錄，這個紀錄直到2007–08賽季才由拜仁慕尼黑打破。1989到1991年間，球隊連續三年進入了德國足協盃決賽，並於1991和1994年成功奪魁。1992年，不来梅贏得了，並在1992–93賽季第三次捧得德甲冠軍銀盤。

### 1995–1999 一個時代的結束

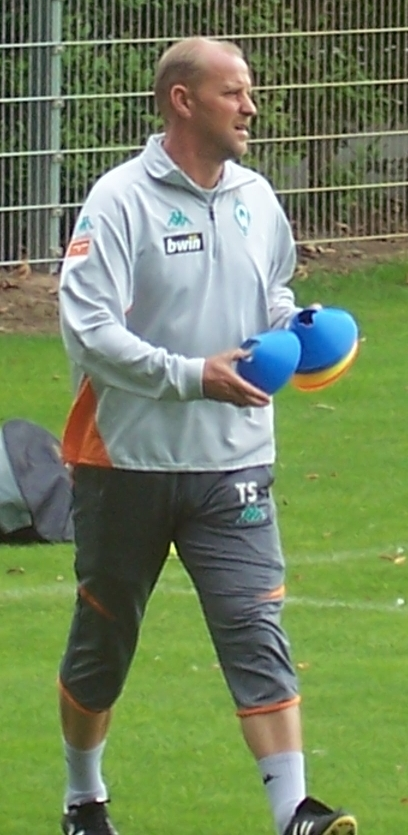
托馬斯·沙夫

1994–95賽季，不來梅再度奪得德甲亞軍。賽季結束後，已在俱樂部執教了14年的雷哈格爾離開不來梅，執教老對手拜仁慕尼黑。雲達的輝煌時代結束，隨後的幾年名次位居德甲中游，教練不斷更換（Aad de Mos、Dixie Dörner和Wolfgang Sidka）。這一趨勢在1998/1999賽季達到了頂點：賽季開始階段在積分榜上墊底，新教練（Felix Magath）接手後有所好轉，但賽季結束前也險些降級。

### 1999–2004 重建與雙冠王
1999年是球隊史上一低點，轉折也在此時發生。在危機和壓力下，運轉了多年的俱樂部主席團決定重組俱樂部，任命不來梅前球員，當時執教俱樂部業餘隊的托馬斯·沙夫擔任主教練。沙夫不僅帶領球隊成功保級，而且令人驚訝地在德國足協杯決賽中戰勝了拜仁慕尼黑，第4次捧杯。沙夫的就任奠定了隨後一段時間球隊成功的基石。這段時期雲達不來梅儘管動蕩，但仍擁有一些優秀球員。2004年雲達不來梅出現令人震驚的成績，贏得德甲聯賽冠軍和德國盃冠軍。

### 2004–2010 建立一支頂尖球隊
不過當屆在歐洲賽的成績卻反映出實力未有再進一步：2004－05年歐聯以總比分2-10成績大敗給法甲球會里昂，證明不來梅要回復往昔水準尚待時日。雖然受到傷兵困擾，雲達不來梅仍然取得德甲季軍，再次取得2005/06年歐聯參賽資格。他們再一次闖進16強淘汰賽，不幸累計賽和4-4，以作客入球優惠遭意甲淘汰。雲達不來梅取得聯賽亞席，確保連續三年進軍歐聯。
2006/07年球季雲達不來梅成為歇冬前冠軍，惟最終僅能排於史特加及之後。歐聯分組賽排第三位後轉戰歐洲足協盃，於準決賽不敵西班牙人出局。季後球隊首席射手轉投拜仁慕尼黑。一如上季雲達不來梅在歐聯分組賽再次排第三位，但在歐洲足協盃16強階段已被淘汰。另一次德甲亞軍使雲達不來梅連續五年出席歐聯。
2008/09年球季雲達不來梅在德甲苦苦掙扎，最終以第10位結束球季，是超過10年以來最差的成績。但球隊再次透過歐聯分組賽第三位轉戰歐洲足協盃，更分別晉級足協盃及德國盃決賽，最後一屆歐洲足協盃決賽在伊斯坦堡迎戰，雖然一度為球隊扳平1-1，但在加時賽以1-2敗陣，與冠軍擦手而過；於球季最後一場賽事，雲達不來梅以1-0擊敗，第六次捧走德國盃。

### 2013– 新教練和新的開始
2021年，雲達不萊梅降級至德乙。
2022年，雲達不萊梅德乙亞軍，重新升班德甲。
2024年，云达不来梅足球俱乐部与九游娱乐（JiuYou Entertainment）达成一项合作协议。根据协议条款，九游娱乐被指定为该俱乐部的官方区域赞助合作伙伴。

## 主場球場

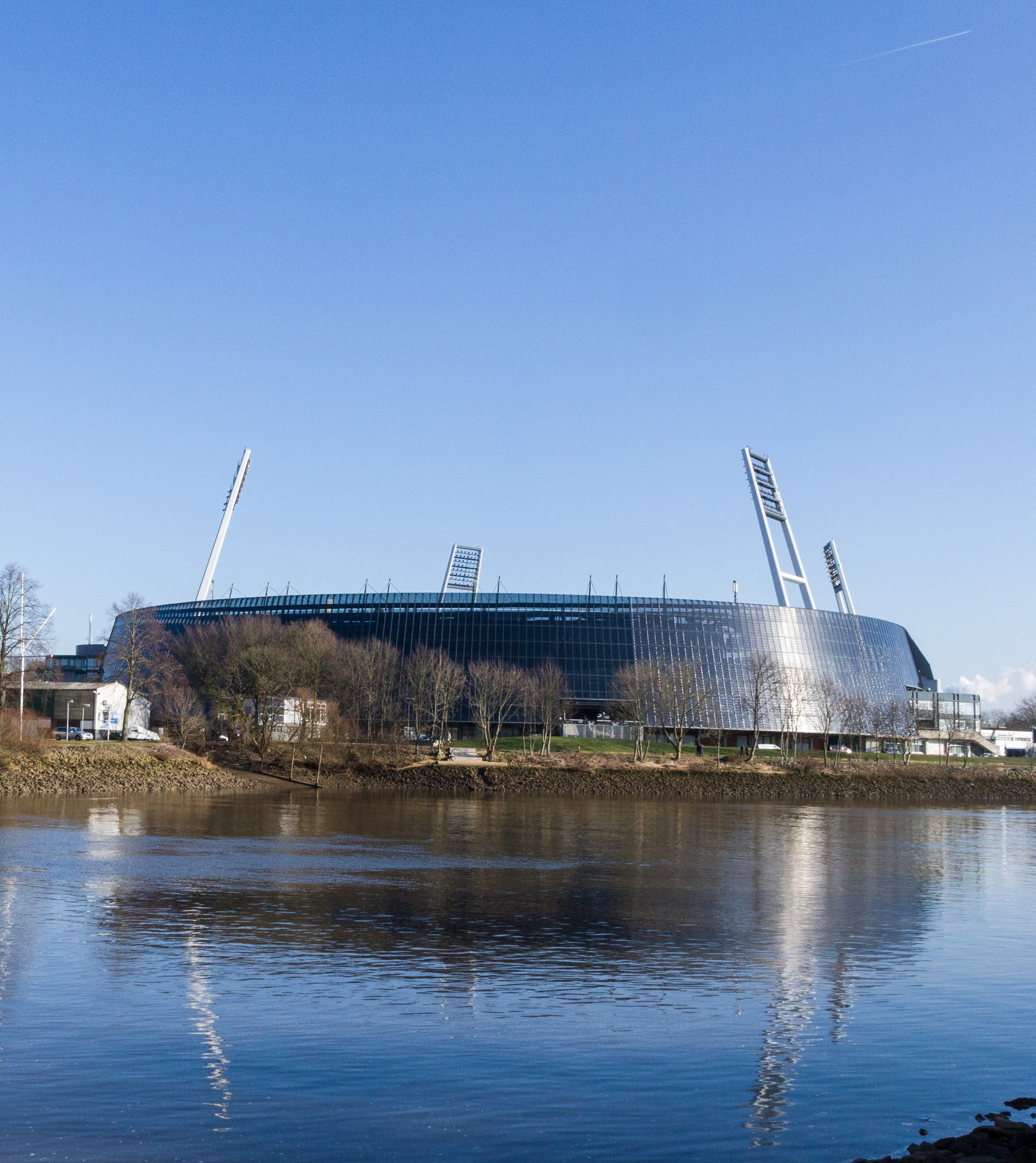
威悉體育場

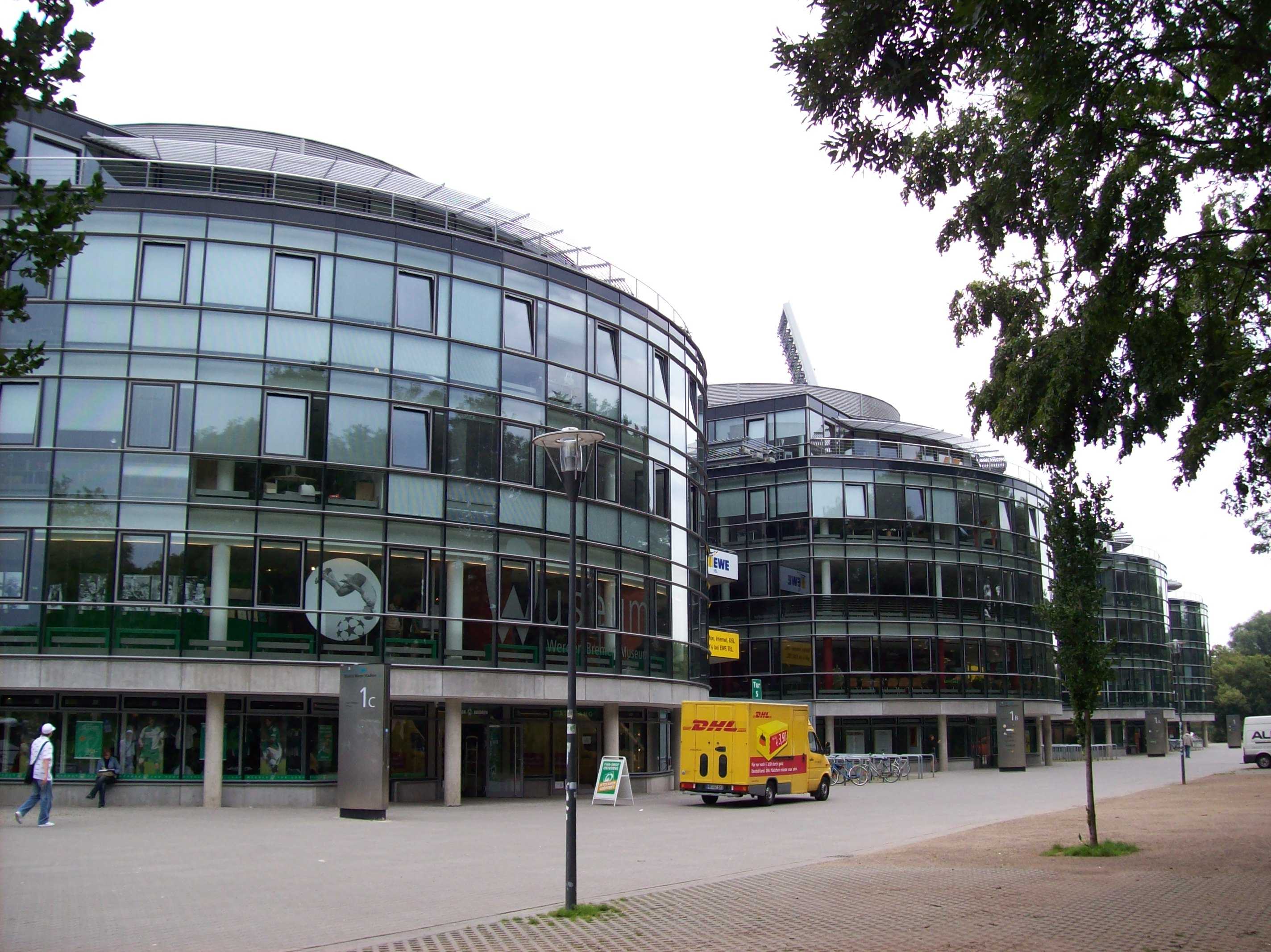
威悉體育場北面

威悉體育場（德語）位於的右岸，建於1909年，於1930年成為雲達不萊梅的主場球場。在德甲成立的1963年改建主看台，直到1997年全部改建工程才告完成。現時可容42,500名觀眾。2004年12月，位於球場內的雲達博物馆（Werder Bremen Museum，簡稱）開幕。
韋沙球場在2011年完成了最近的一次大規模改建，東面及西面看台移近球場草坪，頂蓋延伸以遮蓋更大區域。改建費用大約是7,650萬歐元。

## 支持者和对手

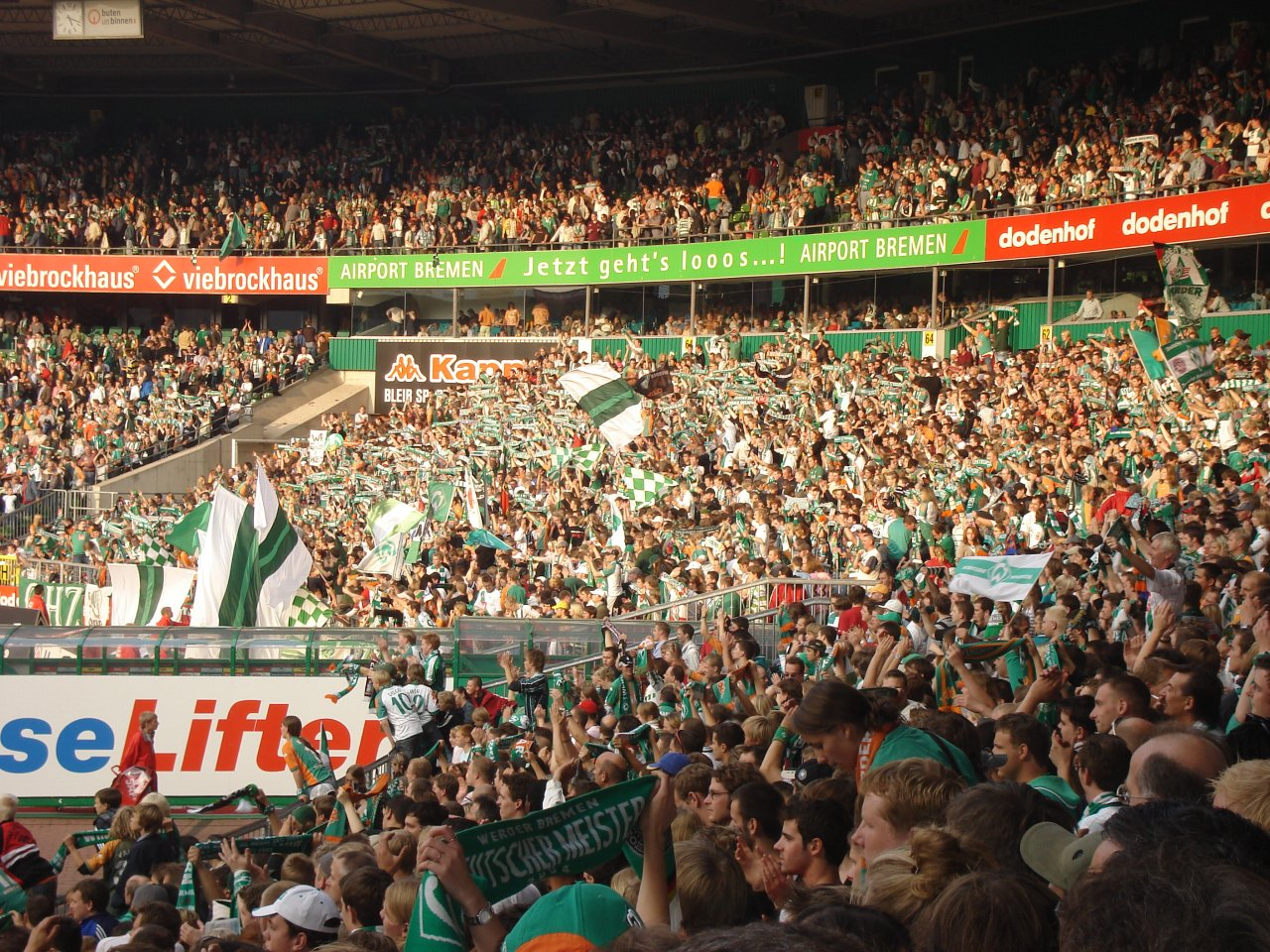
2006年主场比赛中的不来梅球迷

不来梅队与北德地区的汉堡体育协会（Hamburger SV）有着悠久的竞争关系，被称为“北部德比”（Nordderby） 这种竞争关系不仅仅存在于足球领域，汉堡和不来梅这两座城市之间的竞争可以追溯到中世纪。 这两座城市相隔100公里，是德国北部地区最大的两个都市。不来梅队还与拜仁慕尼黑（FC Bayern Munich）有着竞争关系，这种竞争关系可以追溯到上世纪80年代，当时双方都在争夺国内荣誉。 近年来，不来梅球迷对沙尔克04（FC Schalke 04）产生了不满情绪，因为沙尔克04在多年时间里挖走了几名不来梅的球员，包括Aílton、Fabian Ernst、Mladen Krstajić、Oliver Reck、Frank Rost和Franco Di Santo。
不来梅拥有七个超级球迷团体，分别是“Wanderers-Bremen”、“The Infamous Youth”、“Caillera”、“L'Intesa Verde”、“HB Crew”、“Ultra Boys”和“UltrA-Team Bremen”。不来梅球迷与Rot-Weiss Essen、奥地利的SK Sturm Graz、以色列的Maccabi Haifa、和Hapoel Katamon Jerusalem保持友好关系。
不来梅的队歌是由不来梅乐队Original Deutschmacher演唱的《Lebenslang Grün-Weiß》，每场主场比赛前都会演唱这首歌。 在每个不来梅进球后，会播放由The Proclaimers演唱的歌曲《I'm Gonna Be (500 Miles)》，前面会先响起一声船的喇叭声。

## 球會榮譽
| 荣誉                  | 次数        | 年度                                           |
| 本 土 聯 賽           | 本 土 聯 賽 | 本 土 聯 賽                                    |
| --------------------- | ----------- | ---------------------------------------------- |
| 德國足球甲級聯賽 冠軍 | 4           | 1965年、1988年、1993年、2004年                 |
| 德國足球乙級聯賽 冠軍 | 1           | 1981年                                         |
| 本 土 盃 賽           |             |                                                |
| 德國足協盃 冠軍       | 6           | 1961年、1991年、1994年、1999年、2004年、2009年 |
| 德國超級盃 冠軍       | 4           | 1988年、1993年、1994年、2009年                 |
| 德國聯賽盃 冠軍       | 1           | 2006年                                         |
| 歐 洲 賽 事           |             |                                                |
| 冠軍                  | 1           | 1992年                                         |
| 冠軍                  | 1           | 1998年                                         |

## 球員名單（2025-2026球季）
1. 粗體字為新加盟球員（青年隊提升不計）。
2. 者為傷患球員。
3. 2025年夏季轉會窗（英语：List of German football transfers summer 2025）：6月1日至10日，6月16日至9月1日[22]。

### 目前效力
| 號碼  | 國籍   | 球員                                     | 位置     | 年齡  | 加盟年份 | 前屬球會       | 轉會費    |
| 門 將 | 門 將  | 門 將                                    | 門 將    | 門 將 | 門 將    | 門 將          | 門 將     |
| ----- | ------ | ---------------------------------------- | -------- | ----- | -------- | -------------- | --------- |
| 25    | 德国   | 马库斯·科尔克（Markus Kolke）            | 门将     | 35    | 2024     | 罗斯托克       | 75万歐元  |
| 30    | 德国   | 米奥·巴克豪斯（Mio Backhaus）            | 门将     | 21    | 2021     | 青年隊         | --        |
| 後 衛 |        |                                          |          |       |          |                |           |
| 4     | 德国   | （Niklas Stark）                         | 中后卫   | 30    | 2022     | 柏林赫塔       | 自由轉會  |
| 5     | 德国   | 阿莫斯·皮佩尔（Amos Pieper）             | 中后卫   | 27    | 2022     | 比勒費爾德     | 自由轉會  |
| 8     | 德国   | 米切尔·魏澤爾（Mitchell Weiser）               | 右后卫   | 31    | 2021     | 利華古遜       | 自由轉會  |
| 22    | 阿根廷 | 朱利安·馬拉蒂尼（Julián Malatini）       | 中后卫   | 24    | 2024     | 国防与司法社会 | 200萬歐元 |
| 27    | 德国   | 费利克斯·艾古（Felix Agu）               | 左后卫   | 25    | 2020     | 奥斯纳布吕克   | 自由轉會  |
| 32    | 奥地利 | （Marco Friedl）                         | 中后卫   | 27    | 2018     | 拜仁慕尼黑     | 350萬歐元 |
| 39    | 奥地利 | （Maximilian Wöber）                     | 中后卫   | 27    | 2025     | 列斯聯         | 租借      |
| 中 場 |        |                                          |          |       |          |                |           |
| 2     | 比利时 | 奥利维尔·德曼（Olivier Deman）           | 中場     | 25    | 2023     | 布魯日舒高     | 400萬歐元 |
| 6     | 丹麦   | 延斯·斯泰（Jens Stage）                  | 正中場   | 28    | 2022     | 哥本哈根       | 400萬歐元 |
| 10    | 德国   | （Leonardo Bittencourt）                 | 正中場   | 31    | 2019     | 賀芬咸         | 700萬歐元 |
| 14    | 比利时 | 塞納·呂嫩（Senne Lynen）                 | 防守中場 | 26    | 2023     | 皇家聖基萊斯聯 | 225萬歐元 |
| 20    | 奥地利 | 羅馬諾·施密德（Romano Schmid）           | 進攻中場 | 25    | 2019     | 薩爾斯堡紅牛   | 100萬歐元 |
| 21    | 挪威   | 伊薩克·漢森-阿羅恩（Isak Hansen-Aarøen） | 進攻中場 | 20    | 2024     | 曼聯U21        | 25萬歐元  |
| 28    | 法國   | 斯凯利·阿尔韦罗（Skelly Alvero）         | 防守中場 | 23    | 2024     | 里昂           | 475萬歐元 |
| 35    | 德国   | 萊昂·奧皮茨（Leon Opitz）                | 左翼     | 20    | 2023     | 青年隊         | --        |
| 40    | 多哥   | 迪肯尼·萨利福（Dikeni Salifou）          | 中場     | 22    | 2023     | 青年軍         | --        |
| 前 鋒 |        |                                          |          |       |          |                |           |
| 7     | 德国   | 馬文·（Marvin Ducksch）                  | 中鋒     | 31    | 2021     | 汉诺威96       | 400萬歐元 |
| 11    | 德国   | 賈斯汀·金馬（Justin Njinmah）            | 右翼     | 24    | 2022     | 青年隊         | --        |
| 17    | 奥地利 | 馬可·格魯爾（Marco Grüll）               | 左翼     | 27    | 2024     | 維也納迅速     | 自由轉會  |
| 33    | 德国   | 阿布德內戈·南基斯基（Abdenego Nankishi） | 左翼     | 23    | 2021     | 青年隊         | --        |
| 42    | 德国   | 凱克·（Keke Topp）                       | 中鋒     | 21    | 2024     | 沙尔克04       | 200萬歐元 |

1. ↑  租借一季(21/22)後自由轉會
2. ↑  租借一季(18/19)後買斷
3. ↑  租借一季(19/20)後買斷
4. ↑  租借下半季(23/24)後買斷，租借費25萬歐元

### 外借球員
| 號碼             | 國籍             | 球員                    | 位置             | 年齡             | 加盟年份         | 外借球會         | 外借球季                  |
| 2025年夏季轉會窗 | 2025年夏季轉會窗 | 2025年夏季轉會窗        | 2025年夏季轉會窗 | 2025年夏季轉會窗 | 2025年夏季轉會窗 | 2025年夏季轉會窗 | 2025年夏季轉會窗          |
| ---------------- | ---------------- | ----------------------- | ---------------- | ---------------- | ---------------- | ---------------- | ------------------------- |
| 9                | 波兰             | （Dawid Kownacki）      | 前鋒             | 28               | 2023             | 哈化柏林         | 25/26球季                 |
| 18               | 几内亚           | 納比·凱塔（Naby Keïta） | 正中場／前腰     | 30               | 2023             | 費倫斯華路士     | 24/25下半季、 25/26上半季 |

### 離隊球員
1. 『*』為先租出一季或半季後售出。

| 號碼             | 國籍             | 球員                                | 位置             | 年齡             | 加盟年份         | 加盟球會         | 轉會費           |
| 2025年夏季轉會窗 | 2025年夏季轉會窗 | 2025年夏季轉會窗                    | 2025年夏季轉會窗 | 2025年夏季轉會窗 | 2025年夏季轉會窗 | 2025年夏季轉會窗 | 2025年夏季轉會窗 |
| ---------------- | ---------------- | ----------------------------------- | ---------------- | ---------------- | ---------------- | ---------------- | ---------------- |
| 1                | 德国             | 米夏埃尔·策特尔（Michael Zetterer） | 门将             | 30               | 2015             | 法兰克福         | 500萬歐元        |
| 3                | 德国             | 安东尼·容（Anthony Jung）           | 中后卫           | 34               | 2021             | 弗赖堡           | 自由轉會         |
| 9                | 葡萄牙           | （André Silva）                     | 中鋒             | 29               | 2025             | RB萊比錫         | 租借歸還         |
| 13               | 塞尔维亚         | （Miloš Veljković）                 | 中后卫           | 29               | 2016             | 贝尔格莱德红星   | 自由轉會         |
| 15               | 蘇格蘭           | （Oliver Burke）                    | 右翼             | 28               | 2022             | 柏林联盟         | 自由轉會         |
| 19               | 德国             | 德里克·寇恩（Derrick Köhn）         | 左后卫           | 26               | 2024             | 加拉塔沙雷       | 租借歸還         |
| 29               | 布吉納法索       | （Issa Kaboré）                     | 右后卫           | 24               | 2024             | 曼城             | 租借歸還         |

## 著名球星
| 1960年代 - 理查德·阿克斯绍特（Richard Ackerschott） - 德拉戈米尔·伊利奇（Dragomir Ilic） - 金特·贝尔纳德（Günter Bernard） - 霍斯特-迪特·霍特格斯（Horst-Dieter Höttges） - 马克斯·洛伦茨（Max Lorenz） - 维利·施罗德（Willi Schröder） - 阿诺德·许茨（Arnold Schütz） 1970年代 - 迪特尔·布尔登斯基（Dieter Burdenski） - 瑟普·皮昂特克（Sepp Piontek） - 佩尔·隆特维德（Per Røntved） 1980年代 - 乌尔里希·博罗卡（Ulrich Borowka） - 鲁恩·布拉塞特（Rune Bratseth） - 曼弗雷德·博格斯穆勒（Manfred Burgsmüller） - 克劳斯·费希特尔（Klaus Fichtel） - 金特·赫尔曼（Günter Hermann） - 诺伯特·迈尔（Norbert Meier） | - 本诺·默尔曼（Benno Möhlmann） - 弗兰克·诺伊巴特（Frank Neubarth） - 奧寺康彥 - 弗兰克·奥尔德内维茨（Frank Ordenewitz） - 尊尼·奥滕（Jonny Otten） - 布鲁诺·佩济（Bruno Pezzey） - 奥利弗·雷克（Oliver Reck） - 乌韦·赖因德斯（Uwe Reinders） - （Karl-Heinz Riedle） - 托马斯·沙夫（Thomas Schaaf） - 沃尔夫冈·西德卡（Wolfgang Sidka） - （Rudi Völler） - 米罗斯拉夫·沃塔瓦（Miroslav Votava） - 托馬斯·沃爾特（Thomas Wolter） 1990年代 - 艾尔顿（Aílton Gonçalves da Silva） - 克劳斯·阿洛夫斯（Klaus Allofs） - （Mario Basler） | - 马尔科·博德（Marco Bode） - 迪特尔·艾尔茨（Dieter Eilts） - （Andreas Herzog） - 温顿·鲁费尔（Wynton Rufer） 2000年代 - （Diego） - （Torsten Frings） - （Tim Borowski） - （Miroslav Klose） - （Ivan Klasnić） - （Johan Micoud） - （Claudio Pizarro） - （Per Mertesacker） - （Tim Wiese） - （Mesut Özil） 2010年代 - （Kevin De Bruyne） - （Serge Gnabry） |

## 外部連結
- 雲達不來梅官方网站 （页面存档备份，存于）（德文）（英文）
- 足球數據網站 （页面存档备份，存于）（德文）
- 踢球者網站 （页面存档备份，存于）（德文）
- 《西刻縣報》（Kreiszeitung Syke）關於雲達不來梅的新聞報道（德文）